# Nazoreeërs
De  Nazoreeërs (ook wel Nazareners) worden in de geschriften van enkele kerkvaders beschreven als een georganiseerde joods-christelijke groepering met eigen specifieke opvattingen. Epiphanius (ca. 310/315 - 403) en Hiëronymus (ca. 347-420) beschreven hen als een sekte die vasthield aan een joodse leefwijze en de Mozaïsche wet handhaafde. De  Nazoreeërs verschijnen in tegenstelling tot andere joods-christelijke groepen binnen het vroegchristelijk jodendom pas laat in de geschriften van de kerkvaders. Dat is aan het eind van de vierde eeuw en tweehonderd jaar later dan bijvoorbeeld de eerste beschrijving van de Ebionieten. 
Het is onder meer die vaststelling die op het vakgebied tot verschillende opvattingen over de Nazoreeërs heeft geleid. Een daarvan is de hypothese dat de Nazoreeërs als georganiseerde ketterse groepering niet bestaan hebben maar slechts de benaming was voor Aramees/Syrisch sprekende christenen met een joodse achtergrond en opvattingen die niet wezenlijk verschillen van andere Aramees/Syrisch sprekende christenen.
Hiëronymus schrijft meerdere malen dat hij van de Nazoreeërs  een evangelie dat zij gebruikten heeft mogen inzien of ontvangen. Hij benoemt dat als een evangelie van de Hebreeën dat door de Nazoreeërs wordt gebruikt. Meer in het algemeen waren de kerkvaders van mening dat het evangelie van de Hebreeën, zij het in verschillende versies, het enige joods-christelijke evangelie zou zijn. Op het vakgebied zijn er meerdere opvattingen of het evangelie van de Nazoreeërs als een onafhankelijk evangelie kan worden beschouwd. 

## Opvattingen over de Nazoreeërs
Hoewel Epiphanius de oorsprong van de sekte in de eerste eeuw plaatst (zelfs vóór het moment waarop de term "christenen" werd geïntroduceerd), zijn er geen vroegere bronnen die naar de Nazoreeërs verwijzen dan Epiphanius en zijn tijdgenoot Hiëronymus. Er waren drie theorieën met betrekking tot de oorsprong van de Nazoreeërs:
1. F.C. Baur suggereerde dat de Ebionieten de directe opvolgers waren van de eerste Joodse christenen en een strikt anti-Paulus standpunt hanteerden. De Nazoreeërs zouden een latere, tolerantere afstamming vertegenwoordigen, die soepeler stond tegenover niet-Joodse invloeden.[2]
2. A. Ritschl en R.A. Pritz stelden dat er geen dominant anti-Paulus standpunt kan zijn gehanteerd in de eerste-eeuwse kerk, omdat de Nazoreeërs Paulus wel accepteerden en zij de opvolgers waren van de eerste christengemeenschap in Jeruzalem. Pritz beweert dat de afkomst van de Nazoreeërs kan worden teruggevoerd tot deze vroege christengemeenschap en dat de Ebionieten er een afsplitsing van waren die ontstond aan het einde van de eerste eeuw. De afsplitsing ontstond waarschijnlijk door een afwijkende christologie. De doctrine van de Nazoreeërs was orthodox, hoewel zij de Joodse wet volgden. De Nazoreeërs bestonden dus vanaf de eerste eeuw, maar werden abusievelijk Ebionieten genoemd door kerkvaders als Origenes en Eusebius. Justinus (midden tweede eeuw) kende de Nazoreeërs waarschijnlijk, maar noemde hen niet met name. De vroegste beschrijvingen van ketterij noemden de Nazoreeërs niet omdat ze niet ketters genoeg zouden zijn.[3][4]
3. A. Schmidtke stelde aan het begin van de twintigste eeuw dat de Nazoreeërs in Beroea (een oude naam van Aleppo) een zuiver lokale gemeenschap was, zonder enige connectie met de vroege gemeenschap in Jeruzalem. De gemeenschap in Beroea had oorspronkelijk bestaan uit zowel Joodse als heidense christenen. In de eerste helft van de tweede eeuw hadden de Joodse christenen zich afgescheiden om zich beter te kunnen houden aan de Joodse gebruiken. Zij bleven zich echter beschouwen als onderdeel van de wereldwijde ecclesia.[5]

A.F.J. Klijn en G.J. Reinink zijn in hun boek over Joods-christelijke sekten terughoudender met speculatie. Zij stellen dat de enige relevante bronnen de geschriften van Epiphanius en Hiëronymus zijn, hoewel zij de Nazoreeërs niet direct kenden. Hiëronymus volgt in zijn tekst over algemeen de opvattingen van Epiphanius. In tegenstelling tot Epiphanius wordt er echter in de tekst van Hiëronymus niet tegen de Nazoreeërs gepolemiseerd. De Nazoreeërs zouden een Syrisch- of Arameestalige groep in Beroia (Aleppo) zijn die zich aan het jodendom hielden maar een orthodox standpunt over Jezus innamen. Zij gebruikten een Aramees evangelie en gaan mogelijk terug tot de tweede eeuw. Wolfram Kinzig concludeert dat de Nazoreeërs Aramees- of Syrischtalige Joodse christenen waren in Noord-Syrië die in een goede verhouding tot de niet-Joodse kerk stonden, hoewel ze soms als een sekte gezien werden. Zelf gebruikten ze de gebruikelijke naam voor christenen, Notsrim, maar dat werd door Griekstalige christenen soms als aanduiding voor deze specifieke groep verstaan. De Nazoreeërs gaan mogelijk uiteindelijk terug op de christelijke Joden in Jeruzalem.
Petri Luomanen denkt dat de beschrijving door Epiphanius van de Nazoreeërs geheel en al op fictie berust. Epiphanius kende zelf geen Nazoreeërs en had ook geen geschriften van hen tot beschikking. Op basis van de Ekklèsiastikè Historia van Eusebius van Caesarea, Handelingen van de apostelen en zijn eigen conclusies zou Epiphanius een beeld van de opvattingen en de ketterij van de Nazoreeërs geschetst hebben dat voor voor hem en de meeste christenen van zijn tijd gemakkelijk te veroordelen was.
De term Nazoreeër werd in de tijd van Epiphanius nog gebruikt voor Aramees/Syrisch sprekende christenen die zich aan de joodse wet hielden en ten oosten en noordoosten van de Jordaan woonden. De Latijns- en Griekstalige christelijke gemeenschappen in Antiochië benoemden christenen in Beroea ook als Nazoreeërs. Er is echter geen enkele historisch betrouwbare informatie dat die groepen opvattingen zouden hebben die wezenlijk zou verschillen van andere Aramees/Syrisch sprekende christenen. Epiphanius zou echter vanwege de door hem beoogde opbouw van zijn boek Panarion en om  strategische redenen nog een andere joods-christelijke groep nodig hebben om te beschrijven  met andere – maar ook ketters geachte - opvattingen dan de Ebionieten. Die fictieve groep benoemde hij als Nazoreeërs.

## Evangelie van de Nazoreeërs
Er is sinds begin twintigste eeuw een debat op het vakgebied geweest over het aantal van elkaar onafhankelijke joods-christelijke evangeliën. In de laatste decennia van de twintigste eeuw was een meerderheid op het vakgebied van opvatting dat dit er drie waren. Het betrof dan het evangelie van de Nazoreeërs, het evangelie van de Ebionieten en het evangelie van de Hebreeën. In het tweede decennium van de eenentwintigste eeuw is het debat hernieuwd op basis van een vernieuwde hypothese van Luomanen dat er slechts sprake kan zijn van twee evangeliën. 
De tekst van het evangelie van de Nazoreeërs is vooral overgeleverd in fragmenten in meerdere geschriften van Hiëronymus (ca. 347-420). Hiëronymus schrijft meerdere malen dat hij van de Nazoreeërs  een evangelie dat zij gebruikten heeft mogen inzien of ontvangen. Luomanen beschouwt een deel van de door Hiëronymus geciteerde fragmenten als teksten die aantonen dat de groep waarin die teksten ontstonden in grote onmin leefde met de rest van de joodse gemeenschap. De groep waarin dit deel van de tekstfragmenten ontstond had een grote bewondering voor Paulus van wie de komst reeds voorspeld zou zijn door de profeet Jesaja. 
Hun interpretatie van de joodse wet moet gezien de bewondering voor Paulus ook mild geweest zijn. Zij hoopten op bekering tot het christendom van de rest van het joodse volk. Dit deel van de  teksten in het werk Hiëronymus geven in de hypothese van Luomanen dan ook vooral hun voortdurende ruzies met de rabbi’s weer. In die hypothese worden de fragmenten in het werk van Hiëronymus verdeeld in een verzameling van heel specifieke anti-rabbijnse teksten en een resterend deel dat beschouwd wordt als deel van het evangelie van de Hebreeën, dat op die wijze dan ook gereconstrueerd wordt. In die hypothese is dan ook geen ruimte meer voor een evangelie van de Nazoreeërs.

## Ander gebruik van de term Nazareners/Nazoreeër
Nazareners/Nazoreeër is de gebruikelijke Joodse en Arabische term voor alle christenen. In Handelingen 24:5 wordt de apostel Paulus door de advocaat Tertullus "een van de voornaamste leiders van de sekte van de Nazoreeërs" genoemd. Omdat niet kan worden uitgesloten dat Tertullus de christenen verwarde met een andere sekte, gebruiken veel vertalingen hier een andere term dan wanneer het rechtstreeks over Jezus gaat.
Sommige bronnen leggen een link tussen de term Nazoreeër en de term Nazireeër (zoals die voorkomt in o.a. Richteren 13:5, 7).

### Jezus de Nazoreeër
In Matteüs 2:23 staat dat Jezus volgens een profetie een Nazoreeër zou zijn, dat wil zeggen een inwoner van Nazaret. Het is niet duidelijk naar welke profetie Matteüs 2:23 verwijst, misschien naar Jesaja 11:1, waarin sprake is van een nétser ("twijg", "telg") uit de stam van Isaï, de vader van David. W.D. Davies en D.C. Allison concluderen dat welke profetie Matteüs ook bedoelt, het daarbij waarschijnlijk gaat om een secundaire associatie nadat de term "Nazoreeër" al gebruikelijk was geworden in de betekenis "iemand uit Nazaret".